# Marie Becker
Marie Alexandrine Becker (Waasmont, 14 juli 1879 – Brussel, 11 juni 1942), beter bekend als de weduwe Becker of de zwarte weduwe, was een Belgische seriemoordenares, ter dood veroordeeld wegens vergiftiging van elf mensen tussen maart 1933 en oktober 1936 en wegens poging tot vergiftiging van vijf anderen. Aangezien de doodstraf in België sinds 1863 niet meer wordt toegepast, werd de straf omgezet in levenslange gevangenisstraf. Marie Becker stierf in de gevangenis op 11 juni 1942.

## Biografie
Marie Petitjean werd geboren in het landelijke dorp Waasmont bij Landen, in een boerenfamilie. Ze ging zelden naar school zodat ze haar ouders op het land kon helpen. Ze vroeg de pastoor van het dorp echter om haar te leren lezen, schrijven en rekenen. Op haar zestiende verliet ze haar familie om bij een tante te gaan wonen die touwhandelaar was in Luik, aan de rue Saint-Pholien. Ze woonde op een zolderkamertje en verliet al snel haar tante om bij een vriendin te gaan wonen. Ze was toen leerlingcoupeuse. Op 17-jarige leeftijd ontmoette ze haar eerste minnaar, Yann, tijdens de Mariavieringen in Outremeuse op 15 augustus 1896. Hij was de eerste van een zeer lange reeks, en dat ging ook door toen ze getrouwd was. In 1900, op de leeftijd van 21 jaar, werkte ze voor een naaiatelier. Ze was gepassioneerd door dit werk waarin ze uitblonk.

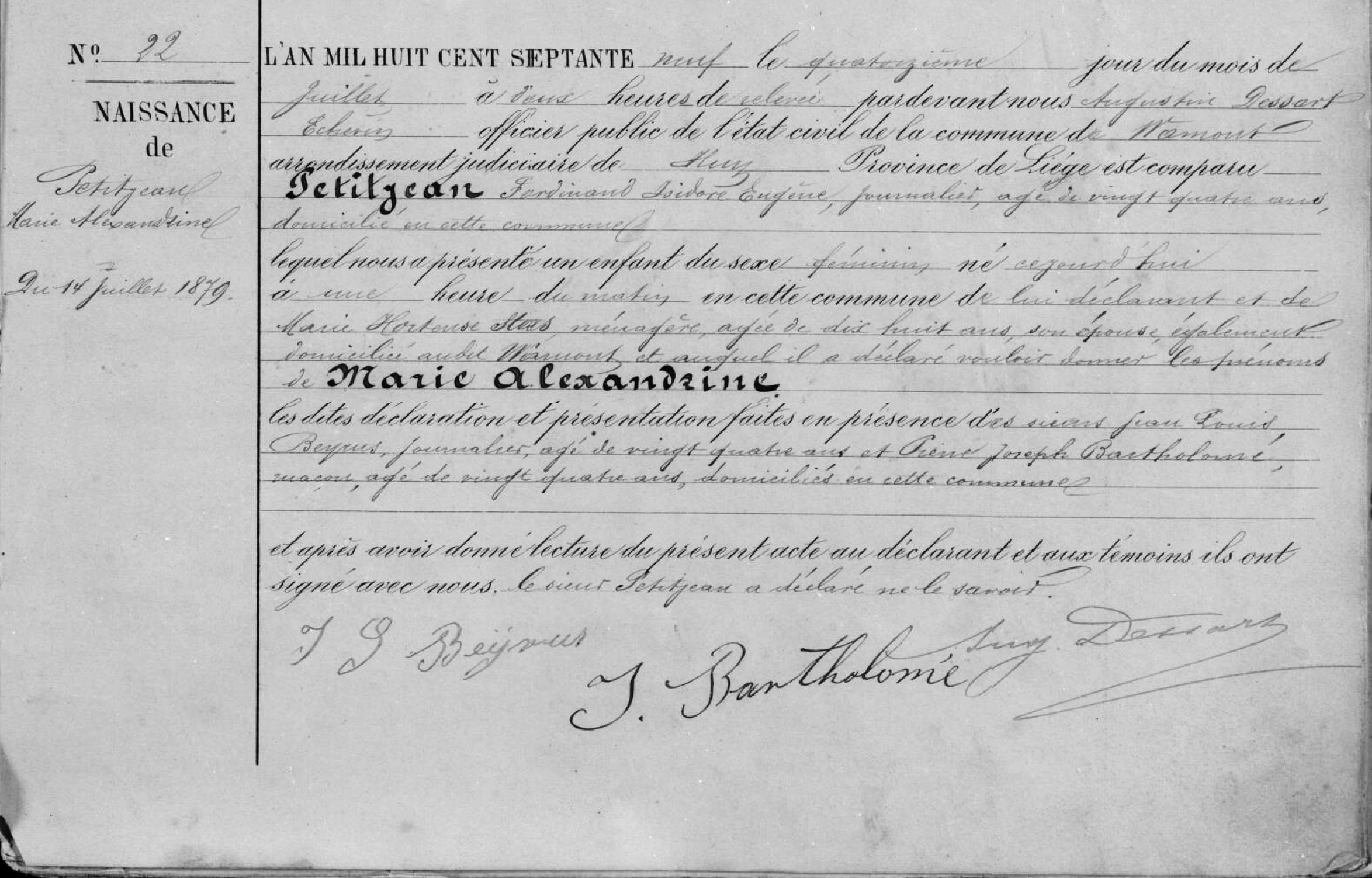
Geboorteakte Marie Alexandrine Petitjean - 14 juli 1879.

 In 1905, tijdens de Wereldtentoonstelling in Luik, ontmoette ze haar man, Charles Becker. In die tijd kwam ze steeds hoger op de sociale ladder en klom ze op van arbeidster naar verkoopster en hield ze zich vervolgens bezig met het doorpassen van kleding in een grote modeboetiek in Luik, aan de rue du Pot d'Or. Ze had haar eigen woning en bezocht de rijke burgerij om hen mode-advies te geven.
Ze trouwde met Charles Becker in 1906. Het echtpaar verhuisde naar het huis naast de zagerij waar Becker en zijn twee zonen, Charles en Gustave, werkten. Het lukte Marie Becker niet om in deze familie te integreren. Er ontstonden veel conflicten tussen Maria en Léontine, de vrouw van Gustave. De geïrriteerde vader dreigde Charles met het ontslag van zijn schoondochter. Charles en Marie namen met het geld van mijnheer Becker, die blij is dat hij van zijn schoondochter af is, een slagerij over in Bressoux. Ze hadden echter niet veel verstand van zaken en het ging snel bergafwaarts met het bedrijf. Marie, die wel gewend was aan avontuurtjes, bedroog haar man steeds vaker. Tijdens haar proces legde ze uit 'dat het niet aan alle vrouwen is gegeven om de toenaderingspogingen van de mannen te weerstaan.'.
In 1912 stierf mijnheer Becker senior. Charles hervatte vervolgens zijn taken in het familiebedrijf. Marie Becker opende een naaiatelier in een van de kamers van de woning en haalde steeds meer klanten binnen. Ze raakte geïnspireerd door Paul Poirets modellen, ze kopieerde ze zelfs.
Tijdens de Eerste Wereldoorlog legde ze het aan met de Duitsers. De zagerij werd zwaar getroffen, maar haar handel bleef bloeien. In 1920 bereikte ze het doel dat ze zich al lang had gesteld: de opening van een modewinkel in Luik aan de rue Saint-Léonard. Het succes zette zich voort en ze had vier werknemers in dienst. In 1928 ontmoette ze een minnaar waar ze een diepe passie voor koesterde, Maximilien Houdy, die twintig jaar jonger was. De beurskrach van 1929 en de verdorven zeden van Marie Becker leidden tot de val van haar bedrijf, dat in 1934 failliet ging.
In oktober 1932 overleed Charles Becker aan de gevolgen van kanker. Marie betaalde zijn schulden af en onderhield verder Maximilien Houdy. In 1933 hervatte ze haar werk als dagnaaister voor rijke klanten. Een vriendin stelde voor om haar talenten te verbreden en verpleegster of gezelschapsdame te worden. Zo bezocht ze rijke gepensioneerde weduwen van wie ze geld leende en hen beroofde van hun waardepapieren of sieraden. Ze leidde een ongeregeld leven en keek niet op haar uitgaven.

## De zaak Becker
Marie Becker werd gearresteerd op 16 oktober 1936, toen ze op het punt stond haar 17e vergiftiging met digitaline te plegen, op mevrouw Lamy, van wie ze de verpleegster was. Het vooronderzoek maakte duidelijk dat het om moord ging. Haar rechtszaak liep van 7 juni tot 8 juli 1938 en ze werd schuldig bevonden aan elf moorden, vijf pogingen tot moord, diefstal en vervalsing. Ze werd ter dood veroordeeld en, zoals sinds 1863 gebruikelijk, werd haar straf omgezet in levenslange gevangenisstraf. Marie Becker stierf in de gevangenis van Vorst tijdens de Tweede Wereldoorlog op 11 juni 1942.